# Pimpla brunnea
Pimpla brunnea là một loài tò vò trong họ Ichneumonidae.